# Przylądek Agat
Przylądek Agat (ang. Agant Point) – przylądek na Wyspie Króla Jerzego u zachodnich brzegów Zatoki Admiralicji. Wyznacza północną granicę Zatoki Staszka. Na zachód od przylądka ciągnie się Morena Błaszyka i rozpościera się Lodowiec Baranowskiego. Nazwa pochodzi od licznych agatów, jakie znaleziono na przylądku. Przylądek znajduje się na terenie Szczególnie Chronionego Obszaru Antarktyki "Zachodni brzeg Zatoki Admiralicji" (ASPA 128).